# Хауард Гарднер
Хауард Гарднер (енгл. Howard Gardner; Скрантон, Пенсилванија, САД, 11. јул 1943) је амерички психолог најпознатији по својој теорији вишеструке интелигенције. Предаје на Харварду. Добитник је Макартур награде.

## Вишеструка интелигенција
Гарднер је теорију о вишеструкој или мултиплој интелигенцији први пут приказао у својој књизи Оквири мишљења. Гарднер тврди да IQ тестови не узимају у обзир пун опсег људске интелигенције и да сви имамо индивидуалне снаге и слабости које обликују димензије вишеструке интелигенције. Гарднер дефинише интелигенцију као способност за решавање проблема и стварању производа који се цене у једном или више културних оквира. Вишеструка интелигенција се у почетку састојала из седам димензија интелигенције: визуелно-просторна интелигенција, музичка интелигенција, вербално-лингвистичка интелигенција, логичко-математичка интелигенција, интерперсонална интелигенција, интраперсонална интелигенција и телесно-кинестетичка интелигенција. После објављивања Оквира мишљења Гарднер је додатно идентификовао осму димензију интелигенције - природна интелигенција, а узима се у обзир и девета - егзистенцијалистичка интелигенција.
Постоји контроверза о степену емпиријске потпоре за његове теорије. Док је утицајан у образовним круговима, његове идеје се често превиђају у психологији и наилазе на снажан отпор међу психометричарима.

## Друге области истраживања
Плодотворан писац (са преко 20 књига и неколико хиљада чланака), Гарднер је истраживао концепте креативности и интелигенције и удео који заузимају у учењу деце, укључујући улогу коју умешност може имати у развоју основних когнитивних вештина. Писао је књиге о когнитивној револуцији (Нова вештина ума) и неколико томова о великим вођама и мислиоцима 20. века (Изванредни умови, Креативни умови, Водећи умови).
Његове недавно написане књиге су: Добар посао: када се изузетност и моралност сретну, која говори о трагању професионалаца за равнотежом професионалног и моралног и Промена начина мишљења: умеће и вештина мењања нашег и мишљења других, која описује низ „полуга“ које се могу користити у промоцији промене начина мишљења.
Гардер такође ради и на пољу социјалне психологије. Гарднерови доприноси укључују тумачење научних истраживања о коренима емпатије, алтруизма и мирољубивих односа међу људима.

## Најважнија дела
- Потрага за умом: Жан Пијаже, Клод Леви-Штрос и структуралистички покрет (1973)
- Растројени ум (1975)
- Умешне шкработине: значај дечјег цртања (1980)
- Умеће, ум и мозак: когнитивни приступ креативности (1982)
- Оквири мишљења: теорија вишеструке интелигенције (1983)
- Нова вештина ума: историје когнитивне револуције (1985)
- Отворени умови: кинески пут за разрешење дилеме савременог образовања (1989)
- Нешколовани ум: како деца мисле и како школе треба да подучавају (1991)
- Креативни умови: анатомија креативности виђена кроз животе Фројда, Ајнштајна, Пикаса, Стравинског, Елиота, Грахамове и Гандија (1994)
- Вишеструка интелигенција: теорија и пракса (1993)
- Водећи умови: анатомија лидерства (1995)
- Изванредни умови: портрети изузетних индивидуа и испитивање наше изванредности (1997)
- Дисциплиновани ум: шта све студенти треба да схвате (1999)
- Вишеструка интелигенција након двадесет година (2003)
- Пет умова за будућност (2007)